# Palmares Paulista (ort)
Palmares Paulista är en ort i Brasilien.   Den ligger i kommunen Palmares Paulista och delstaten São Paulo, i den sydöstra delen av landet, 600 km söder om huvudstaden Brasília. Palmares Paulista ligger 510 meter över havet och antalet invånare är 10 934.
Terrängen runt Palmares Paulista är huvudsakligen platt. Palmares Paulista ligger nere i en dal. Runt Palmares Paulista är det ganska glesbefolkat, med 48 invånare per kvadratkilometer.. Närmaste större samhälle är Catanduva, 18,8 km väster om Palmares Paulista.
Trakten runt Palmares Paulista består till största delen av jordbruksmark.